# Текбол на Европейских играх 2023
Текбол на Европейских играх 2023 — соревнования по текболу на Европейских играх 2023 прошли с 28 июня по 1 июля 2023 года в городе Кракове, на площадке Главного Рынка. Разыграно пять комплектов медалей: в одиночном и парном разрядах среди мужчин и женщин, а также в смешанном парном разряде. В соревнованиях приняли участие 69 спортсмена из 21 страны Европы. 

## Календарь
| ЦО | Церемония открытия | 2 | Финалы соревнований | ЦЗ | Церемония закрытия |

| Июнь-Июль | Июнь-Июль | 21 Ср | 22 Чт | 23 Пт | 24 Сб | 25 Вс | 26 Пн | 27 Вт | 28 Ср | 29 Чт | 30 Пт | 1 Сб | 2 Вс | Медали |
| --------- | --------- | ----- | ----- | ----- | ----- | ----- | ----- | ----- | ----- | ----- | ----- | ---- | ---- | ------ |
| Текбол    | Текбол    |       |       |       |       |       |       |       | ●     | 2     | 1     | 2    |      | 5      |

## Медали

### Мужчины
| Дисциплина       | Золото                  | Серебро               | Бронза             |
| ---------------- | ----------------------- | --------------------- | ------------------ |
| Одиночный разряд | Апор Гёргыдек · Румыния | Адриан Дужак · Польша | Уго Рабё · Франция |
| Парный разряд    |                         |                       |                    |

### Женщины
| Дисциплина       | Золото                                    | Серебро                                 | Бронза                                  |
| ---------------- | ----------------------------------------- | --------------------------------------- | --------------------------------------- |
| Одиночный разряд | Кинга Барабаси · Румыния                  | Эмели Юлиан · Франция                   | Нанна Линд Кристенсен · Дания           |
| Парный разряд    | Венгрия · Леа Васас · Жанетт Луиза Янишек | Румыния · Кинга Барабаси · Каталин Дако | Польша · Алисия Бартника · Ева Каминска |

### Смешанные пары
| Дисциплина     | Золото                          | Серебро                               | Бронза                                  |
| -------------- | ------------------------------- | ------------------------------------- | --------------------------------------- |
| Смешанные пары | Венгрия · Леа Васас · Балаш Кац | Сербия · Майя Умичевич · Никола Митро | Польша · Марек Поквап · Алисия Бартника |

### Общий зачёт
*   Принимающая страна (Польша)
| Место           | Страна          | Золото | Серебро | Бронза | Всего |
| --------------- | --------------- | ------ | ------- | ------ | ----- |
| 1               | Румыния         | 2      | 1       | 0      | 3     |
| 2               | Венгрия         | 2      | 0       | 0      | 2     |
| 3               | Польша          | 0      | 1       | 2      | 3     |
| 4               | Франция         | 0      | 1       | 1      | 2     |
| 5               | Сербия          | 0      | 1       | 0      | 1     |
| 6               | Дания           | 0      | 0       | 1      | 1     |
| 7               | Великобритания  | 0      | 0       | 0      | 0     |
| 7               | Испания         | 0      | 0       | 0      | 0     |
| 7               | Италия          | 0      | 0       | 0      | 0     |
| 7               | Хорватия        | 0      | 0       | 0      | 0     |
| Всего стран: 10 | Всего стран: 10 | 4      | 4       | 4      | 12    |